# 68. ročník udílení Zlatých glóbů
68. ročník udílení Zlatých glóbů se konal 16. ledna 2011 v hotelu Beverly Hilton v Beverly Hills ve státě Kalifornie. Přímým přenos udílení cen vysílala americké televizní stanice NBC. Moderátorem večera byl již podruhé Ricky Gervais.
Nominace dne 14. prosince 2010 oznámili Josh Duhamel, Katie Holmes a Blair Underwood. Robert De Niro získal Cenu Cecila B. DeMilla za celoživotní přínos v celovečerních filmech.
Nejvíce cen, celkově čtyři včetně ocenění nejlepší dramatický film, získal snímek The Social Network. Porazil britský historický film Králova řeč, který měl nejvíce nominací (sedm), proměnil však jen jednu.

## Vítězové a nominovaní

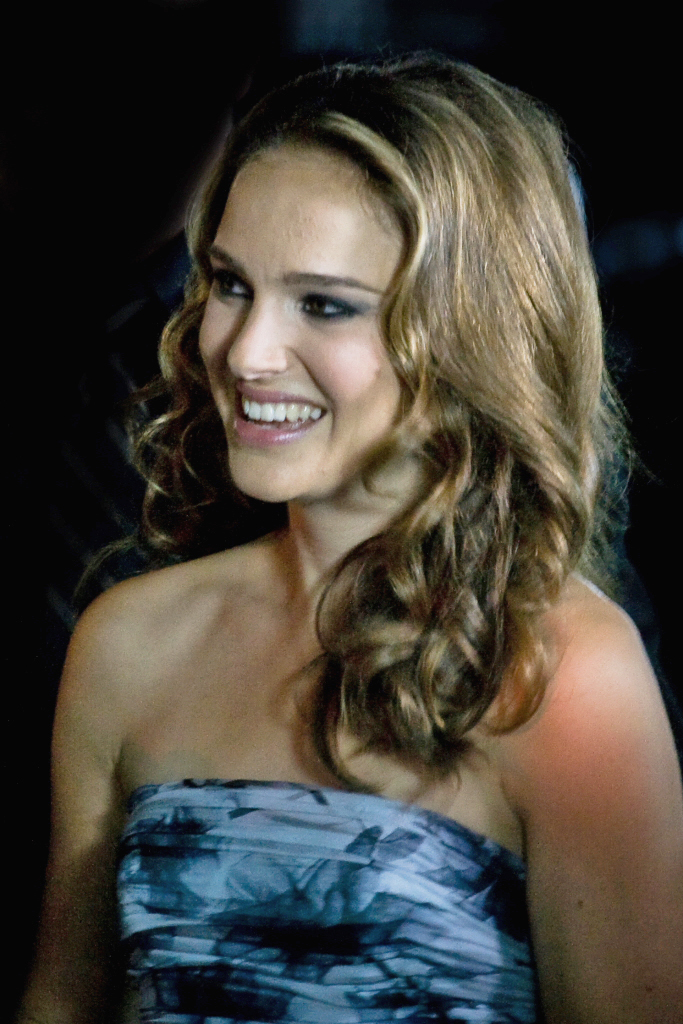
Nejlepší dramatická herečka Natalie Portman

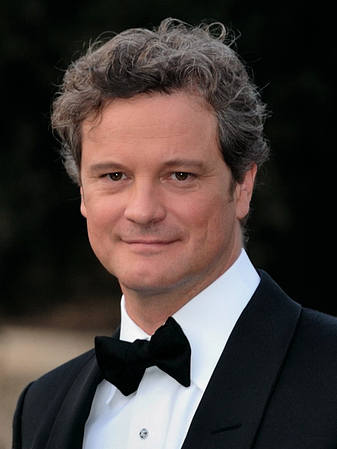
Nejlepší dramatický herec Colin Firth

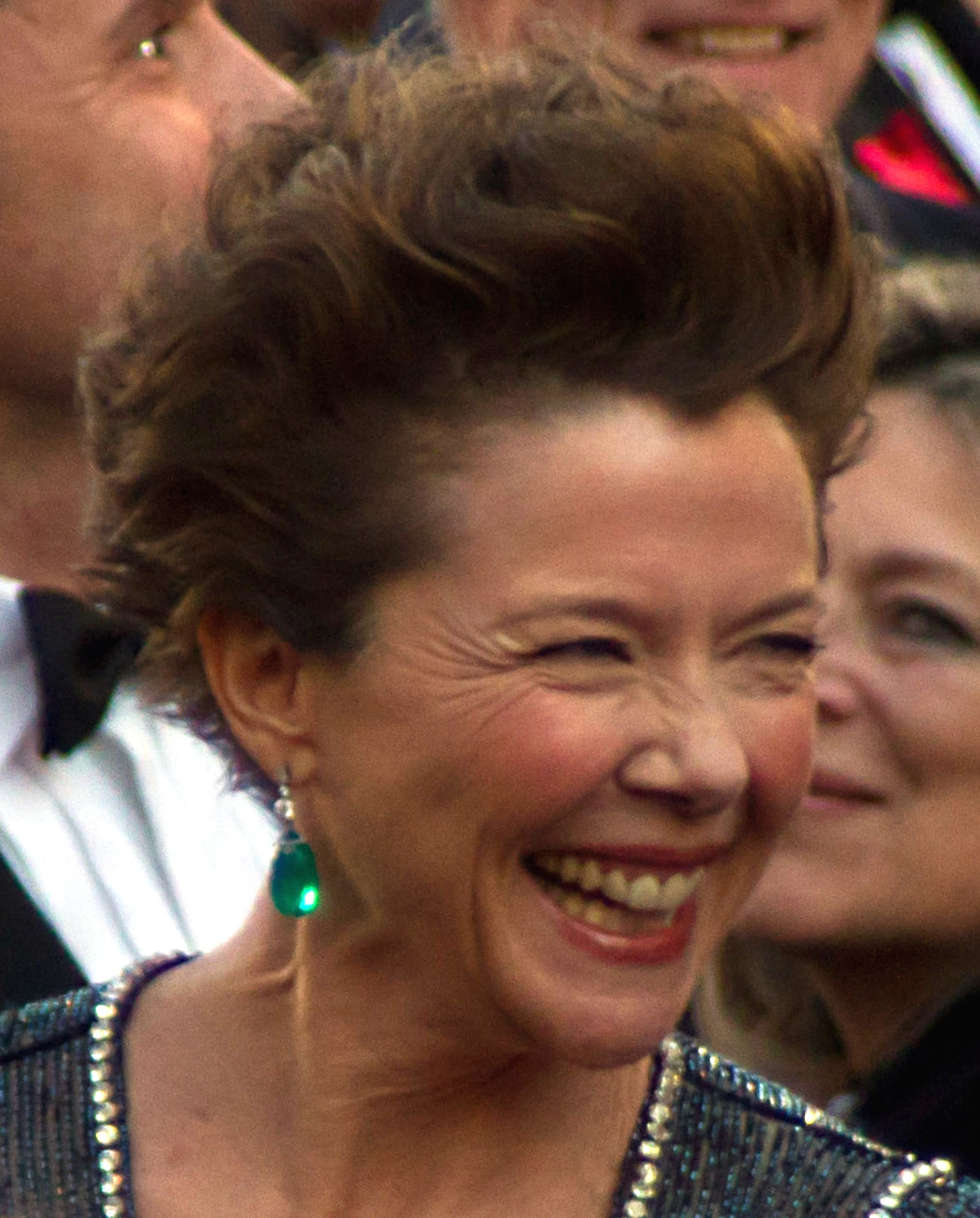
Nejlepší komediální herečka Annette Bening

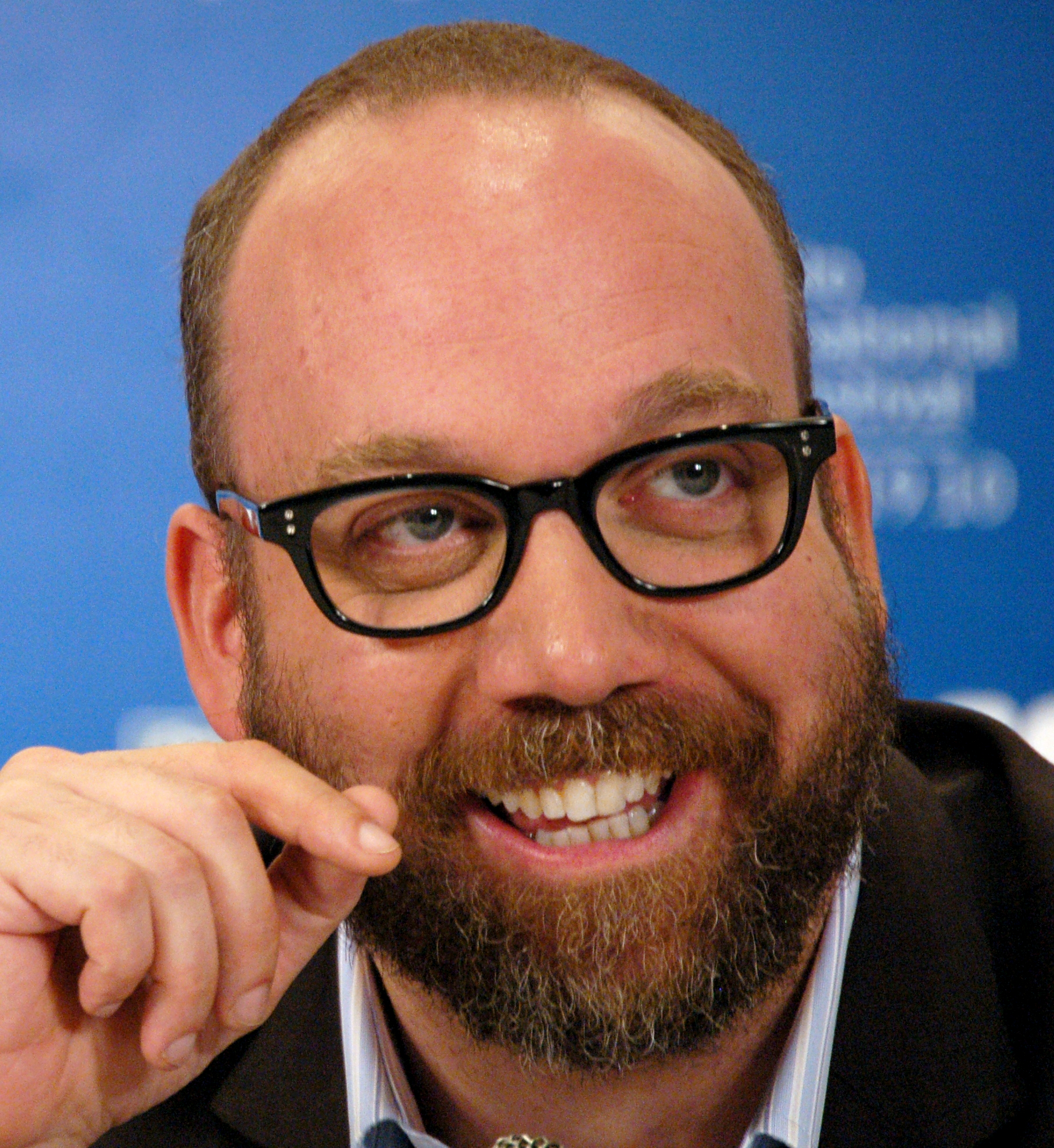
Nejlepší komediální herec Paul Giamatti

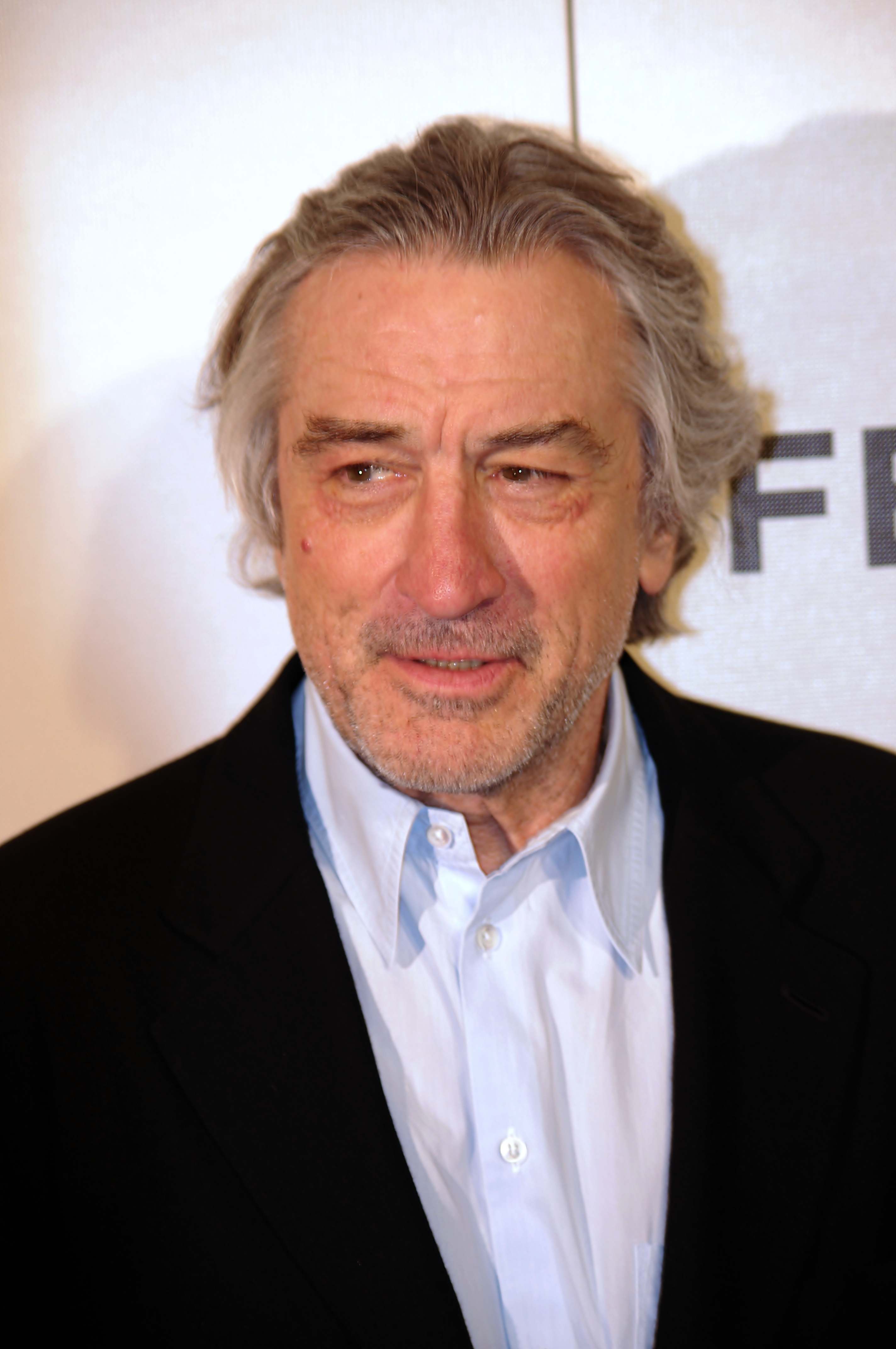
Laureát ceny Cecila B. DeMilla, Robert De Niro

### Filmové počiny
| Nejlepší film (drama) | Nejlepší film (muzikál nebo komedie) |
| --- | --- |
| The Social Network - Černá labuť - Fighter - Počátek - Králova řeč | Děcka jsou v pohodě - Alenka v říši divů - Varieté - Red - Cizinec |
| Nejlepší herec (drama) | Nejlepší herečka (drama) |
| Colin Firth – Králova řeč - Jesse Eisenberg – The Social Network - James Franco – 127 hodin - Ryan Gosling – Blue Valentine - Mark Wahlberg – Fighter                     | Natalie Portman – Černá labuť - Halle Berryová – Frankie and Alice - Nicole Kidman – Králičí nora - Jennifer Lawrenceová – Do morku kosti - Michelle Williamsová – Blue Valentine                            |
| Nejlepší herec (muzikál nebo komedie) | Nejlepší herečka (muzikál nebo komedie) |
| Paul Giamatti – Barneyho ženy - Johnny Depp – Alenka v říši divů - Johnny Depp – Cizinec - Jake Gyllenhaal – Láska a jiné závislosti - Kevin Spacey – Casino Jack         | Annette Bening – Děcka jsou v pohodě - Anne Hathawayová – Láska a jiné závislosti - Angelina Jolie – Cizinec - Julianne Moore – Děcka jsou v pohodě - Emma Stoneová – Panna nebo orel                        |
| Nejlepší herec ve vedlejší roli | Nejlepší herečka ve vedlejší roli |
| Christian Bale – Fighter - Michael Douglas – Wall Street: Peníze nikdy nespí - Andrew Garfield – The Social Network - Jeremy Renner – Město - Geoffrey Rush – Králova řeč | Melissa Leo – Fighter - Amy Adams – Fighter - Helena Bonham Carter – Králova řeč - Mila Kunis – Černá labuť - Jacki Weaver – Království zvěrstev                                                             |
| Nejlepší režie | Nejlepší scénář |
| David Fincher – The Social Network - Darren Aronofsky – Černá labuť - Tom Hooper – Králova řeč - Christopher Nolan – Počátek - David O. Russell – Fighter                 | Aaron Sorkin – The Social Network - Simon Beaufoy, Danny Boyle – 127 hodin - Stuart Blumberg, Lisa Cholodenko – Děcka jsou v pohodě - Christopher Nolan – Počátek - David Seidler – Králova řeč              |
| Nejlepší hudba | Nejlepší filmová píseň |
| Trent Reznor a Atticus Ross – The Social Network - Alexandre Desplat – Králova řeč - Danny Elfman – Alenka v říši divů - A. R. Rahman – 127 hodin - Hans Zimmer – Počátek | "You Haven't Seen the Last of Me" – Varieté - "Bound to You" – Varieté - "Coming Home" – Síla country - "I See the Light" – Na vlásku - "There's a Place For Us" – Letopisy Narnie: Plavba Jitřního poutníka |
| Nejlepší animovaný film | Nejlepší cizojazyčný film |
| Toy Story 3: Příběh hraček - Já, padouch - Jak vycvičit draka - Iluzionista - Na vlásku                                                                                   | Lepší svět • Dánsko - Biutiful • Mexiko - Koncert • Francie - Kraj • Rusko - Mé jméno je láska • Itálie |

### Televizní počiny
| Nejlepší seriál (drama) | Nejlepší seriál (muzikál nebo komedie) |
| --- | --- |
| Impérium – Mafie v Atlantic City - Dexter - Dobrá manželka - Šílenci z Manhattanu - Živí mrtví                                                                            | Glee - Studio 30 Rock - Teorie velkého třesku - Ve znamení raka - Taková moderní rodinka - Sestřička Jackie                                                               |
| Nejlepší herec (drama) | Nejlepší herečka (drama) |
| Steve Buscemi – Impérium – Mafie v Atlantic City - Bryan Cranston – Perníkový táta - Michael C. Hall – Dexter - Jon Hamm – Šílenci z Manhattanu - Hugh Laurie – Dr. House | Katey Sagal – Zákon gangu - Julianna Margulies – Dobrá manželka - Elisabeth Mossová – Šílenci z Manhattanu - Piper Perabo – V utajení - Kyra Sedgwick – Closer            |
| Nejlepší herec (muzikál nebo komedie) | Nejlepší herečka (muzikál nebo komedie) |
| Jim Parsons – Teorie velkého třesku - Alec Baldwin – Studio 30 Rock - Steve Carell – Kancl - Thomas Jane – Hung – Na velikosti záleží - Matthew Morrison – Glee           | Laura Linneyová – Ve znamení raka - Toni Collette – Tara a její svět - Edie Falco – Sestřička Jackie - Tina Fey – Studio 30 Rock - Lea Michele – Glee                     |
| Nejlepší herec (mini-seriál nebo TV film) | Nejlepší herečka (mini-seriál nebo TV film) |
| Al Pacino – Doktor Smrt - Idris Elba – Luther - Ian McShane – Pilíře Země - Dennis Quaid – Zvláštní vztahy - Édgar Ramírez – Carlos                                       | Claire Danes – Temple Grandinová - Hayley Atwell – Pilíře Země - Judi Dench – Return to Cranford - Romola Garai – Slečna Emma - Jennifer Love Hewitt – Laskavý dotek      |
| Nejlepší herec ve vedlejší roli | Nejlepší herečka ve vedlejší roli |
| Chris Colfer – Glee - Scott Caan – Hawaii 5-0 - Chris Noth – Dobrá manželka - Eric Stonestreet – Taková moderní rodinka - David Strathairn – Temple Grandinová            | Jane Lynch – Glee - Hope Davis – Zvláštní vztahy - Kelly Macdonaldová – Impérium – Mafie v Atlantic City - Julia Stiles – Dexter - Sofía Vergara – Taková moderní rodinka |
| Nejlepší miniseriál nebo TV film | |
| Carlos - The Pacific - Pilíře Země - Temple Grandinová - Doktor Smrt | |

### Zvláštní ocenění

#### Cena Cecila B. DeMilla
- Robert De Niro